# 중간권

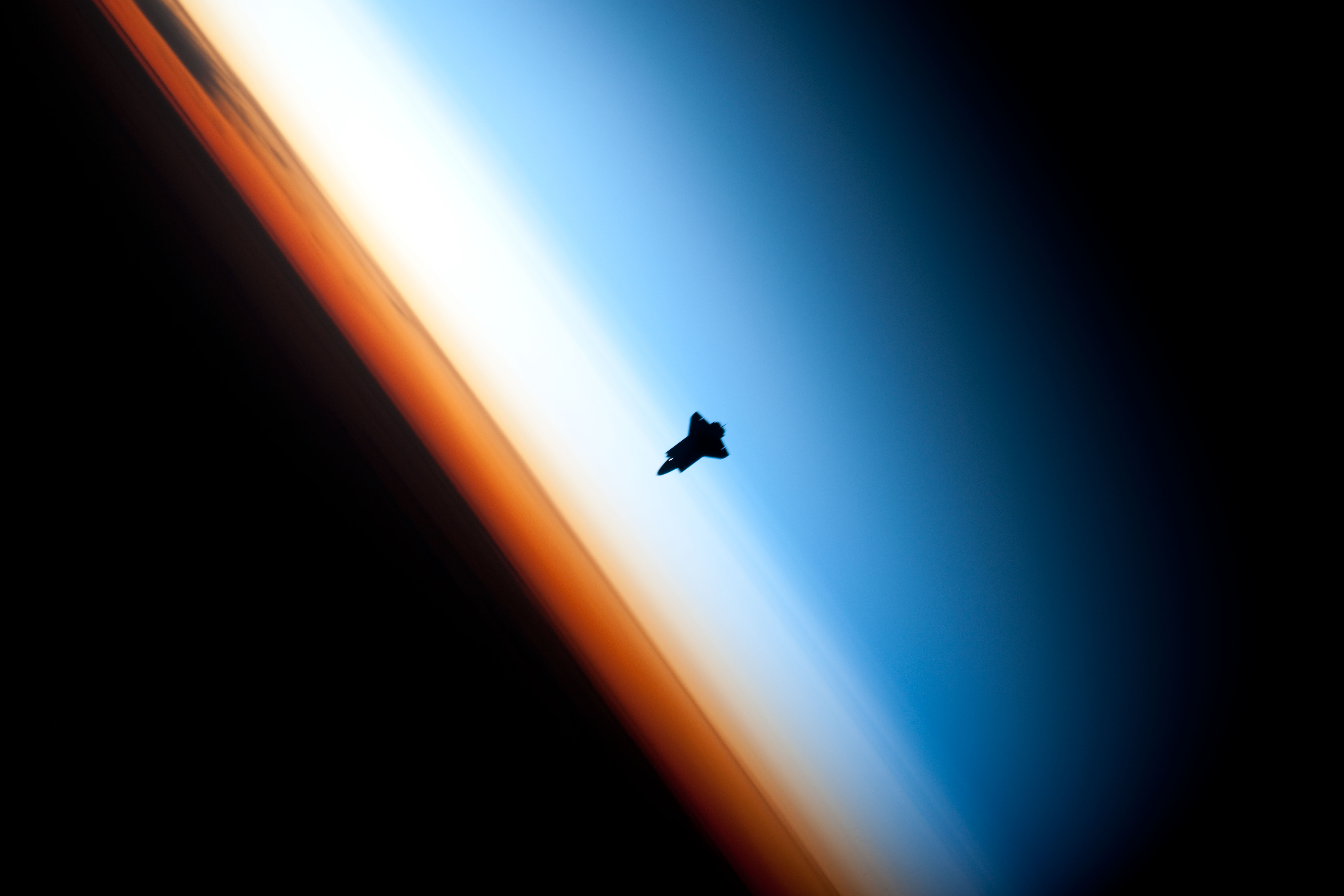

지구의 대기, 중간권(mesosphere)은 성층권 위 부분

중간권(中間圈, 영어: mesosphere)은 지구 대기권의 하나로 지표면으로부터 50 ~ 80 km 정도의 영역이다. 아래로는 성층권을 접하고, 위로는 열권을 접하고 있다. 중간권을 의미하는 영어인 mesosphere는 중간을 뜻하는 그리스어인 mesos로부터 유래하였다.

## 개요
중간권에서의 기온은 고도가 올라감에 따라 감소한다. 위도 및 계절에 따라 변하기는 하지만 상부 중간권에서는 온도가 200 켈빈 정도이다. 하루에도 수백만개의 유성이 중간권에 분포하는 입자와의 마찰로 인해 타오른다. 여기서 발생하는 열은 대부분 물체가 지표면에 닿기 이전에 완전히 태워버리기에 충분하다.
성층권 및 중간권은 중간 대기로 언급되기도 한다. 중간권계면은 지표면으로부터 80 km 정도에 있으며, 중간권과 열권을 구분짓는 경계면이다.

## 같이 보기
- 외기권
- 열권
- 성층권
- 대기권